# John Mills
Sir John Mills, CBE (født Lewis Ernest Watts Mills; 22. februar 1908, død 23. april 2005) var en engelsk teater- og filmskuespiller.
Mills, der voksede op i Felixstowe i Suffolk, viste en tidlig interesse for teatret og fik sin professionelle debut i 1927. Gennem teater, han kom til filmen i 1932, hvor han debuterede med The Midshipmaid. Mills blev med tiden en af Storbritanniens mest populære skuespillere og udviklede sig til en pålidelig karakterskuespiller. For Ryans datter, blev han tildelt en Oscar for bedste mandlige birolle.
I løbet af sin karriere havde han medvirket i over hundrede film og flere populære tv-serier. Han blev slået til ridder i 1976.
Hans første kone var skuespillerinde Aileen Raymond. Efter deres skilsmisse giftede Mills Mary Hayley Bell 1941, deres to døtre Juliet (født 1941) og Hayley (født 1946) blev senere selv skuespillere. Hayleys søn Crispian Mills, blev en succesfuld popmusiker.
I de sidste år før sin død, spillede han mindre og mindre, mistede han næsten synet helt i 1992. Mills døde 97 år gammel den 23. april 2005 i sit hjem efter et slagtilfælde.